# Bulbophyllum simplicilabellum
Bulbophyllum simplicilabellum là một loài phong lan thuộc chi Bulbophyllum.